# 블라디미르 아르테모프
블라디미르 니콜라예비치 아르테모프(러시아어: Владимир Николаевич Артемов, 1964년 12월 7일 ~ )는 전 소비에트 연방의 체조 선수이자, 1988년 서울 올림픽 5관왕이다.
블라디미르에서 출생한 아르테모프는 1983년 세계 선수권 대회에 첫 국제 데뷔하여 평행봉 우승을 하였으며, 1987년과 1989년 대회에서도 그 종목을 우승하였다. 또한 3회의 세계 선수권 단체 종목(1985, 1987, 1989)을 우승하기도 하였다.
서울 올림픽에서 철봉, 평행봉, 개인 종합, 단체전에서 4개의 금메달 획득으로 "올해의 소비에트 연방 톱10 선수" 명단에 올려졌다.
1990년 미국으로 도주하여 펜실베이니아주에 정착하였다. 현재 텍사스주 샌안토니오에 살면서 부인과 함께 체육관을 운영하고 있다.